# Joseph Anton Seethaler
Pour les articles homonymes, voir Seethaler.
Joseph Anton Seethaler, né le 23 septembre 1740 à Dießen am Ammersee et mort le 13 décembre 1811 à Augsbourg, est un orfèvre et un marchand d'argent allemand.

## Biographie
Seethaler est né à Dießen et a probablement fait son apprentissage chez un maître métallurgiste de la région. Après quelques années d'errance, il se rendit à Augsbourg. Avec l'obtention du droit de maîtrise en 1766, sa situation économique lui permit de se marier. De 1779 à 1786, il fut le chef de la Guilde des orfèvres, et à partir de 1788, maître de la guilde ; en même temps, il devint d'abord argentier princier, puis, à partir de 1808, argentier royal de Bavière. Il portait comme marque ses initiales JAS dans un écusson ovale. Son entreprise entretenait des contacts internationaux, notamment à Francfort et à Londres. Le fils de Joseph Anton Seethaler était Johann Alois Seethaler (1775-1835), qui poursuivit l'atelier, tout comme son petit-fils Joseph Anton Seethaler II. Parmi les travaux transmis par le père et le fils, on trouve le matériel liturgique (de), en particulier à l'abbaye de Neresheim, de la vaisselle de table séculière, par exemple à la Résidence de Munich, et des objets de culte juifs,,. Parmi les œuvres les plus spectaculaires du maître figure la Relique de Saint Pancrace à Wil SG.
De nombreuses gravures sur cuivre représentant des projets d'ustensiles de table sont en outre parvenues jusqu'à nous de Joseph Anton.